# Ĭ
Der Buchstabe Ĭ (kleingeschrieben ĭ) ist ein Buchstabe des lateinischen Schriftsystems, bestehend aus einem I mit Breve. Vor der Rechtschreibreform von 1904 war er ein Buchstabe des rumänischen Alphabets und zeigte am Ende eines Wortes den Flüsterlaut nach einem palatisierten Konsonanten an, z. B. in grecĭ (IPA: greʧʲ, heutige Schreibweise: greci). Diese Auseinanderhaltung wurde dort für unnötig befunden, sodass heute stattdessen dort das normale I verwendet wird. Hingegen wird der Buchstabe noch im Rumänisch-Tatarischen verwendet.
Der Buchstabe wird in einigen modernen Schreibweisen lateinischer Texte verwendet, um den kurzen Vokal I zu markieren (Beispiel: A capĭte usque ad calcem).

## Darstellung auf dem Computer
Unicode enthält das I mit Breve an den Codepunkten U+012C (Großbuchstabe) und U+012D (Kleinbuchstabe).
In TeX kann man das I mit Breve mit den Befehlen \u I und \u\i bilden.

## Belege
1. ↑  Ismail H. A. Ziyaeddin, Ali Cafer Ahmet-Naci, Nida Ablez and Risa Iusein (Hrsg.): ALFABE. Editura Imperium, Constanța 2015, ISBN 978-6-06937888-5, S. 78.
2. ↑  A capĭte usque ad calcem, in: Pierer's Universal-Lexikon, Band 1. Altenburg 1857, S. 67.